# Witchmaster
I Witchmaster sono un gruppo musicale heavy metal fondato nel 1996 a Zielona Góra, Polonia.

## Formazione
- "Bastis" - voce
- "Kali" - chitarra
- "Reyash" - basso
- "Sebastian" - batteria

## Discografia

### Album in studio
- 1999 - Violence and Blasphemy
- 2002 - Masochistic Devil Worship
- 2004 - Witchmaster
- 2009 - Trücizna
- 2014 - Antichristus ex Utero
- 2022 - Kaźń

### EP
- 2009 - Sex Drugs & Natural Selection
- 2012 - Śmierć

### Demo
- 1996 - Thrash Ör Die
- 1997 - No Peace At All

### Compilation
- 2003 - Sex Drugs ans Satan
- 2003 - Satanik Metal
- 2009 - No Peace at All - Thrash ör Die!

### Split
- 2004 - Hater of Fucking Humans
- 2017 - Razing the Shrines of Optimism